# Yamanakasjön

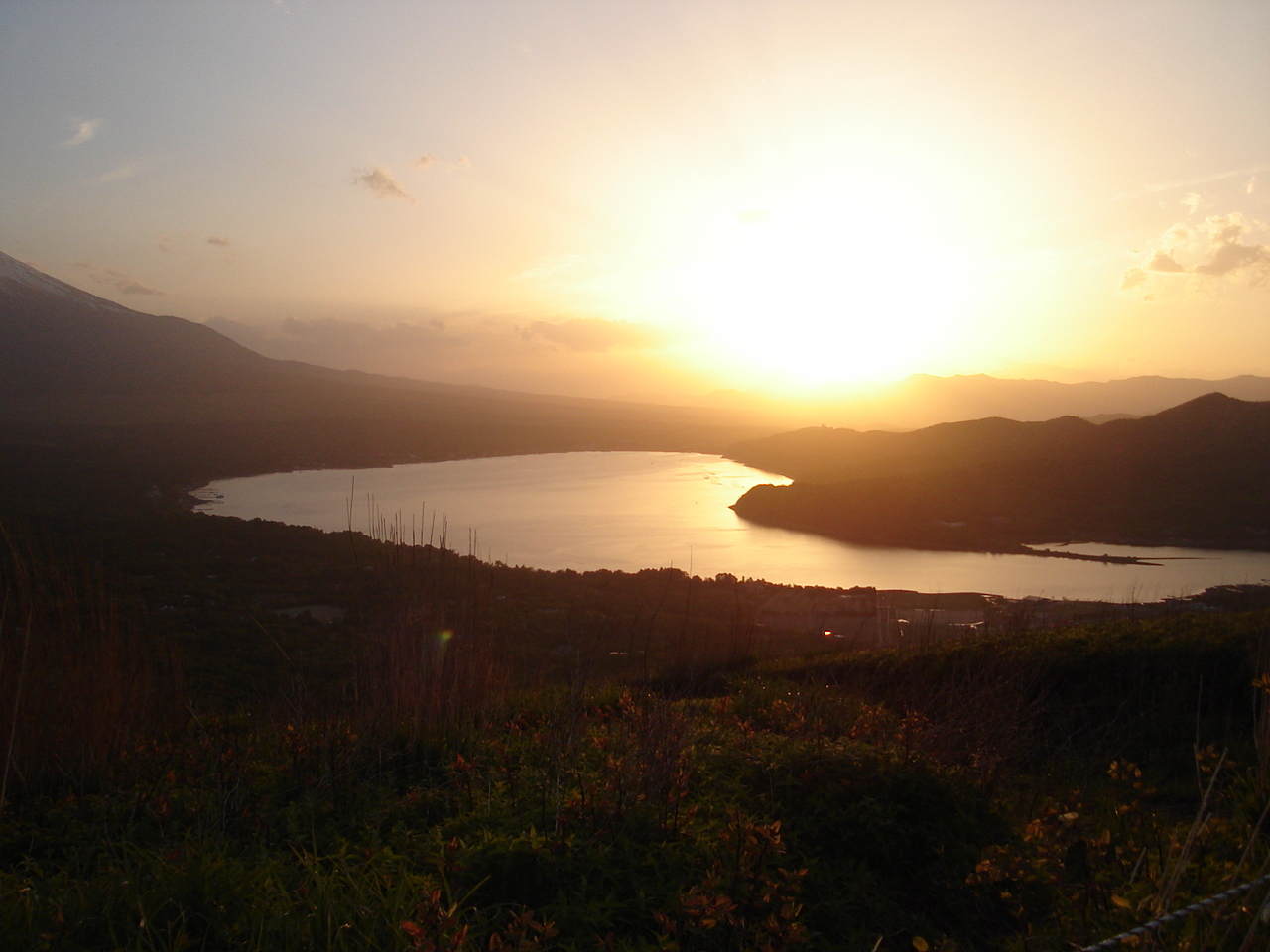
Yamanakasjön

Yamanakasjön (japanska: 山中湖?, Yamanaka-ko) är en sjö i Fuji goko-området i Japan.

## Geografi
Yamanakasjön ligger i Yamanashi prefektur och utgör en del i en båge av sjöar runt berget Fujis norra del.
Sjön har en yta på cirka 6,46 km², en omkrets på omkring 13,87 kilometer och ett största djup på 15 meter. Den ligger på en höjd av cirka 982 meter över havet och är den största bland Fuji goko-sjöarna samt den tredje högst belägna insjön i Japan.

## Historia
Den 1 februari 1936 grundades Fuji-Hakone-Izu National Park där Yamanakasjön och övriga Fuji goko ingår.
Området är ett mycket populärt turistområde och besöks årligen av cirka 9 miljoner människor.